# L'Ordre impair
L'Ordre impair est une série de bande dessinée scénarisée par Paul Teng, dessinée par Cristina Cuadra et Rudi Miel et mise en couleur par Graza. Comptant cinq tomes, elle a été publiée entre 2004 et 2008 chez Le Lombard dans la collection Polyptyque.

## Résumé
À Arras, au XIIIe siècle, Mechtilde est brûlée vive. Elle est l'auteur du « Visio Veritatis », livre maudit dont tous les exemplaires sont, théoriquement, détruits avec elle. Mais quatre copies ont traversé les siècles.

De nos jours, Patrick Prada, écrivain historique à succès souhaite consacrer sa prochaine œuvre à Mechtilde. Mais sa femme Virginia meurt dans des circonstances mystérieuses juste après lui avoir déniché un exemplaire du fameux livre interdit. Elle était alors en charge auprès du ministère belge des affaires étrangères d'une délicate affaire de transfert de matériel militaire vers l'Inde. Coïncidences entre ces événements ? Pour comprendre, Patrick va devoir retracer le parcours du « Visio Veritatis », mettant le doigt dans un engrenage historico-politique.

## Albums
- L'Ordre impair, Le Lombard, coll. « Polyptyque » :

1. Anvers 1585, février 2004  (ISBN 2-8036-1877-X)[1].
2. Séville 1600, février 2005  (ISBN 2-8036-2053-7).
3. Rome 1644, février 2006  (ISBN 2-8036-2167-3).
4. Paris 1791, mai 2007  (ISBN 978-2-8036-2260-3)[2].
5. Où tout s'achève, juin 2008  (ISBN 978-2-8036-2390-7).

- L'Ordre impair : L'Intégrale, Le Lombard, décembre 2009  (ISBN 978-2-8036-2587-1).